# سيد الغموض
سيد الغموض،هي رواية ويب صينية كتبها الحبار الذي يحب الغوص. تم نشرها بشكل متسلسل على موقع تشيديان بين عامي 2018 و2020، وتمزج بين عناصر الستيم بانك، ورعب لافكرافت، وأسلوب شوانهوان في عالم مستوحى من الحقبة الفيكتورية.

## القصة
تبدأ القصة في سنة 1349 من الحقبة الخامسة. شاب صيني يُدعى تشو مينغ روي، ينتقل إلى جسد شاب آخر يُدعى كلاين مورتي، بعد ما مات بطريقة غامضة يُعتقد أنها انتحار.
يجد نفسه في عالم يشبه إنجلترا في أواخر العصر الفيكتوري، لكنه مليء بالقوى الخارقة والطقوس الغريبة. يحاول كلاين، الذي أصبح هو الآن، أن يعود إلى عالمه الحقيقي، فيعيد تنفيذ طقس يظن أنه كان سبب انتقاله.
بعد أداء الطقس، يبدأ في التصرّف كأنه كيان قوي شبيه بالإله، ويؤسس منظمة سرّية تُعرف باسم "نادي التاروت". ومع مرور الوقت، يصبح واحدًا من الـمتجاوزين، وهم أشخاص يملكون قدرات غير طبيعية، ويبدأ في التحقيق في سبب انتحار كلاين، بينما يستمر في تقوية نفسه من أجل العودة إلى موطنه.
في الجزء الثاني من الرواية: رب الأسرار 2 دائرة الحتمية، تتغير الشخصية الرئيسية إلى شاب يبلغ 18 عامًا يُدعى لوميَن لي، وهو أحد المتجاوزين ويتبع مسار الكاهن الأحمر.

## الوسائط
تم نشر الرواية بشكل متسلسل على موقع تشيديان من أبريل 2018 حتى مايو 2020.
تقوم دار يين برس بإصدار الرواية بالإنجليزية بنسخ مطبوعة.
أما الجزء المتعلق بشخصية المهرج، فقد تم تقسيمه إلى جزئين في النسخة الإنجليزية.
| رقم                                                                                                  | عنوان             | تاريخ الاصدار               | رقم الكتاب الدولي |
| --- | ----------------- | --------------------------- | ----------------- |
| 1 | شياو تشو — المهرج | 1 أبريل 2018 – 6 يوليو 2018 | -                 |
| 1-دي يي تشانغ في هونغ — الفصل الأول: القرمزي 2-....... 3-دي إر باي يي شي سانغ — الفصل 213: نظرة أخرى |                   |                             |                   |

| رقم | عنوان                        | تاريخ الاصدار | رقم الكتاب الدولي |
| --- | ---------------------------- | ------------- | ----------------- |
| 1   | المجلد1: المهرج، الجزء الأول | 2025-7-29     | 979-885541377-9   |
| 2   | المجلد2:المهرج، الجزء الثاني | 2025-12-9     |                   |

## المانهوا
بدأ نشر المانهوا في 21 يناير 2020، ونُشر على منصة بيليبيلي مانهوا. الترجمة متوفرة على موقع ويب نوفل.

## الدونغهوا
بدأ عرض سلسلة دونغهوا من إنتاج شركة بي. سيماي بيكتشرز بحلقة مزدوجة خاصة في 28يونيو 2025. أخرج السلسلة كيه شيونغ وكتب النص يوان يي.
تُعرض السلسلة على منصتي وي تي في وكرانشي رول.

## الحلقات
| رقم | العنوان        | تاريخ الاصدار |
| --- | -------------- | ------------- |
| 1   | الأحمق         | 2025-6-28     |
| 2   | المتجاوز       | 2025-6-28     |
| 3   | الدفتر         | -2025-7-5     |
| 4   | المرأة السحرية | 2025-7-12     |
| 5   | البطل          | 2025-7-19     |
| 6   | المعلم         | 2025-7-26     |
| 7   | صدفة           | 2025-8-2      |

## لعبة الفيديو
حتى عام 2024، يتم تطوير لعبة تقمص أدوار متعددة المنصات بعنوان رب الأسرار باستخدام محرك الألعاب انريل انجينز 5.

## الأستقبال
حصلت الرواية على جمهور كبير بين المتحدثين بالصينية والإنجليزية. كانت في المرتبة الأولى في تصنيفات الشعبية على موقع تشيديان لعدة أشهر متتالية. حتى عام 2023، بلغ عدد قرائها عشرات الملايين.
كان المعجبون بالسلسلة يناقشون كثيرًا نظريات حول البطل وقدراته، وكان الكاتب يتفاعل معهم مباشرة عبر الإنترنت، أحيانًا بتأكيد تخميناتهم أو بتوجيههم بطريقة لطيفة. كما أنه أخذ آراء القراء بعين الاعتبار وأضافها في الأجزاء القادمة من السلسلة.